# محمد قادري
محمد قادري (بالإنجليزية: Abdul Kadiri Mohammed) هو لاعب كرة قدم غاني في مركز الدفاع، ولد في 7 مارس 1996 في أوبواسي في غانا. لعب مع أوستريا فيينا.

## وصلات خارجية
- محمد قادري على موقع الاتحاد الأوربي (الإنجليزية)
- محمد قادري على موقع اتحاد أوكرانيا (الإنجليزية)
- محمد قادري على موقع قاعدة بيانات كرة القدم.إي يو (الإنجليزية)
- محمد قادري على موقع ليكيب (الفرنسية)
- محمد قادري على موقع Soccerway.com (الإنجليزية)
- محمد قادري على موقع عالم كرة القدم.نت (الإنجليزية)